# Меч железного века

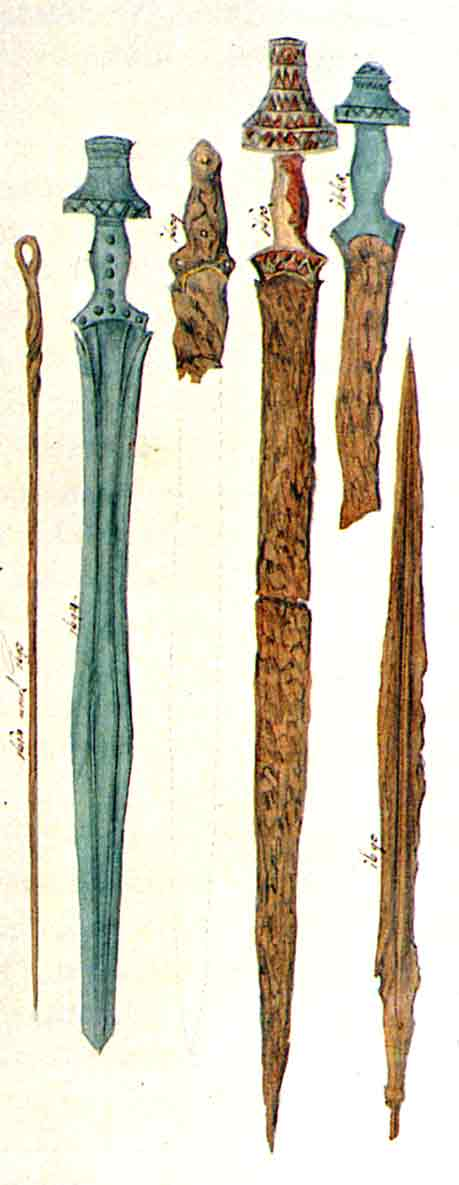
Иоганн Георг Рамсауэр, Иллюстрация гальштатского меча, 19 век

Мечи, сделанные из железа (в противоположность бронзовым), появляются начиная с раннего железного века (примерно с XII века до н. э.), но не получают широкого распространения до начала VIII века до н. э.
Мечи раннего железного века во многом отличались от позднейших стальных мечей. Они, как правило, не подвергались закалке, из-за чего их рабочие качества (прочность и твёрдость) были ненамного выше, чем у предшествовавших или современных им бронзовых мечей. Это значит, что такие ранние железные мечи могли — как и предшествовавшие им бронзовые — погнуться в бою. Однако менее трудозатратное производство и большая доступность железа по сравнению с медью и оловом привели к тому, что производство железных мечей широко распространилось.
Древние кузнецы случайно поняли, что, добавляя к железу определённое количество углерода (при выплавке железа из руды углерод проникал в металл случайно из древесного угля, служившего топливом), можно получить сплав с лучшими рабочими качествами (сейчас этот сплав известен как сталь). Закаливая сталь (то есть придавая ей дополнительные твёрдость и ломкость) и подвергая её отпуску (то есть, наоборот, уменьшая твёрдость и ломкость), можно было получать мечи, которые в значительно меньшей мере страдали от повреждений в бою и — если были погнуты — могли безболезненно вернуть себе форму. Однако от открытия этих возможностей работы до их систематического применения прошло много времени: фактически до конца раннего Средневековья многие мечи делались из незакалённой стали. В древности существовало несколько различных технологий изготовления мечей, самой известной из них была узорная сварка. С течением времени в разных уголках мира возникали разные методики.

## История
Прото-кельтская Гальштатская культура (VIII век до н. э.) — одна из первых (но не первая) археологических культур, для которых известна обработка железа. В течение Гальштатского периода использовались параллельно железо и бронза, из обоих этих материалов делались мечи одинаковой формы. К концу Гальштатского периода, примерно в 600—500 гг. до н. э., на смену мечам пришли короткие кинжалы. Латенская культура снова вернулась к мечам, но эти мечи своей формой и конструкцией уже сильно отличались от характерных для бронзового века и раннего железного века и уже в большей степени напоминали более поздние мечи, развившиеся из них.
Железные версии акинаков появляются у скифов и персов начиная примерно с VI века до н. э. В период классической античности, в Парфянском царстве и в государстве Сасанидов на территории нынешнего Ирана железные мечи были весьма распространены. Греческий ксифос и римский гладиус — типичные мечи железного века, их длина колебалась от 60 до 70 см. В Римской империи появились спата (более длинный — по отношению к гладиусу — прямой меч). Вооружённые спатами спатарии составляли личную гвардию императора в Константинополе.
В Китае стальные мечи впервые появляются в V веке до н. э., в период Сражающихся царств, хотя известны и более ранние железные мечи, относящиеся к периоду Чжоу. Дао (刀, в пиньинь записывается как dāo) — это китайский меч с односторонней заточкой, иногда этот термин переводится как «сабля» или «абордажный палаш». Также существует цзянь (劍, в пиньинь записывается как jiàn), у этого меча заточка двусторонняя.

## Кельтские мечи

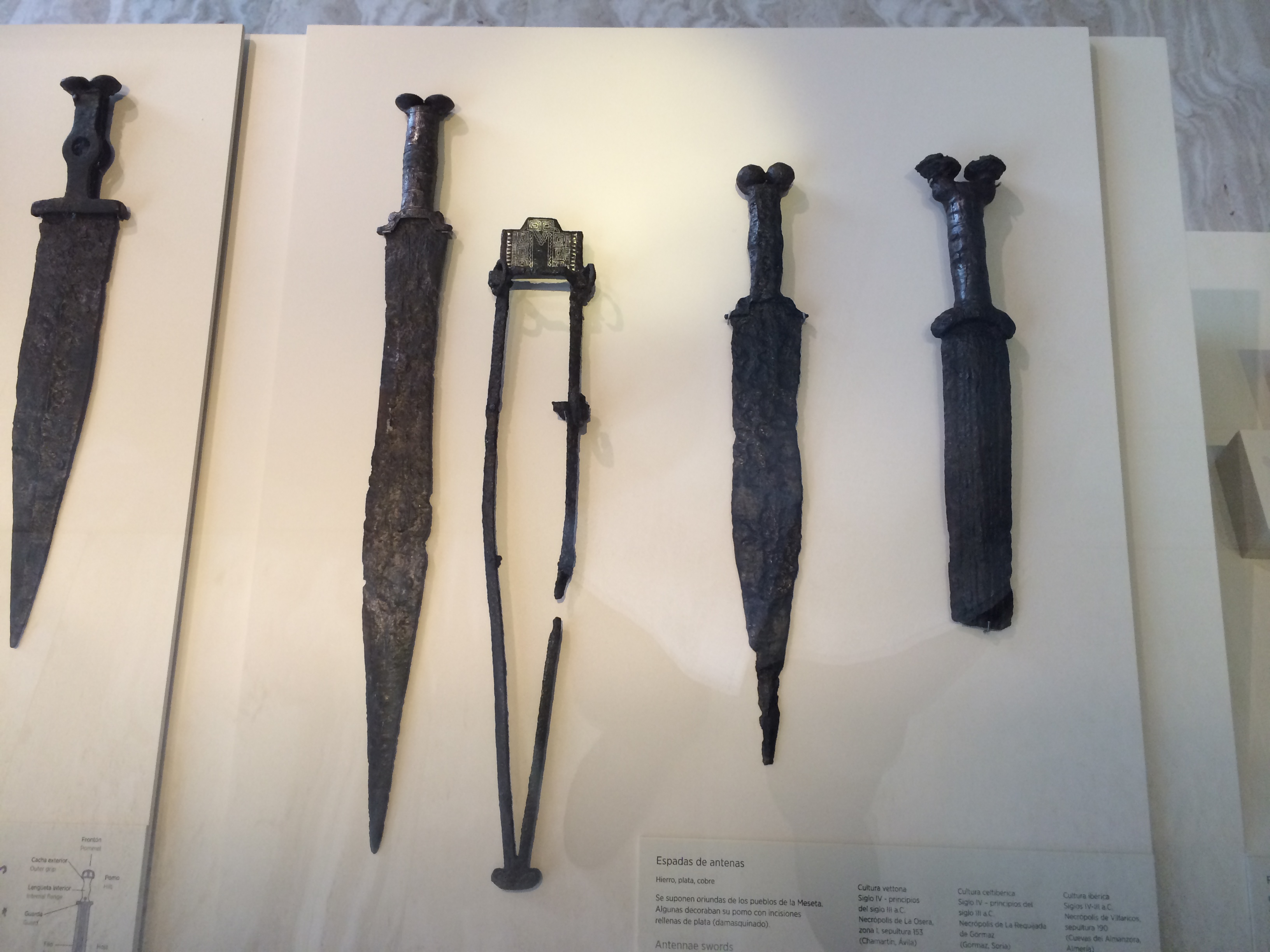
Мечи с антеннами кельтиберийской культуры (середина IV - III век до н.э.), Национальный музей археологии, Мадрид

С распространением Латенской культуры в V веке до н. э. железные мечи полностью заменили ранее использовавшиеся бронзовые на всей территории Европы. Эти мечи впоследствии эволюционировали в такие формы как: римские гладиус и спата, греческий ксифос, германский меч эпохи Великого переселения народов, каролингский меч (VIII век).
Существует две основных разновидности кельтских мечей. Наиболее распространённая — длинный меч, обычно с украшенной антропоморфной рукоятью из органического материала: дерева, кости или рога. У этих мечей также обычно есть железная пластинка перед гардой, подходящая по форме к устью ножен. Второй тип — это короткий меч с рукоятью из сплава меди, сделанной тоже в антропоморфном стиле или украшенной абстрактным орнаментом,  так называемыми антеннами.
Ножны, как правило, делались из двух пластин железа, у некоторых ножен одна из пластин была бронзовой. Последняя особенность более характерна для Британских островов, на континенте известно только несколько таких экземпляров.

## Степные культуры
Мечи с кольцом на конце рукояти были популярны среди сарматов со II века до н. э. по II век н. э. Такие мечи были в длину 50-60 см, более длинные (превышавшие 70 см) встречались реже, в исключительных случаях длина меча достигала 130 см. В кольцо на конце рукояти иногда вставлялись полудрагоценные камни. Такие мечи находят в больших количествах в Причерноморье, а также на равнине Альфёльд (Венгрия). Эти мечи схожи с акинаками, которыми пользовались персы и другие иранские народы. Кольцо на конце рукояти, возможно, развилось из более раннего полукольца, а то, в свою очередь — из антенного навершия примерно в IV веке до н. э.. Мечи с антеннами получили распространение и в кельтской культуре Западной Европы, где они были известны примерно с 1000-х годов до н.э.

## Устойчивость в бою
Полибий (2.33) сообщает, что галлы в ходе сражения при Теламоне (224 год до н. э.) пользовались примитивными железными мечами, которые гнулись от первого же удара, их потом приходилось выпрямлять, прижимая ногой к земле. Плутарх в своём жизнеописании Марка Фурия Камилла также сообщает о плохом качестве галльских железных мечей, о том, что они легко гнулись. Эти два сообщения античных авторов озадачивают некоторых историков, потому что к описываемому Полибием и Плутархом времени кельты уже несколько веков практиковали обработку железа. В 1906 году один из таких озадаченных историков предположил, что греческие авторы неправильно поняли ситуацию: это не мечи гнулись от первого же удара из-за низкого качества железа, а кельты после боя специально гнули свои мечи, подвергая их ритуальному выводу из строя. Погнутые мечи действительно находят обычно среди предметов, посвящённых богам, что вроде как подтверждает это предположение. Однако Радомир Плайнер (Radomir Pleiner) утверждает, что «анализ металла показывает, что Полибий был в определённой степени прав. Из всех изученных в данном исследовании мечей только примерно 1/3 соответствует тому описанию, которое этот автор даёт для галльских мечей. Хотя даже и мечи более высокого качества могли гнуться в ходе рукопашного боя». Как бы то ни было, Плайнер утверждает, что в том, что касается кельтского оружия, классические греческие и римские источники преувеличивают их низкое качество. Утверждение Плутарха о том, что погнутый меч можно было разогнуть об ногу — неправдоподобно, так как мечи изначально гнулись в бою только незначительно. Плайнер также замечает, что проведённый химический анализ кельтских мечей показывает: только очень немногие из них подвергались закалке; с другой стороны, кельтские мечи часто содержат достаточно углерода для того, чтобы не гнуться в бою (особенно это относится к мечам, сделанным из норикской стали). Закалка в случае этой стали делает её твёрдой, но хрупкой, мечи склонны уже не гнуться, но ломаться в бою. Это происходит потому, что древним кельтам не был известен отпуск, то есть нагревание стали при более низкой температуре после закалки, призванное сохранить прочность меча, но уменьшить его хрупкость.
Существуют и другие, более поздние, свидетельства того, как длинные мечи гнулись в разгар рукопашного боя. Исландская «Сага о людях с песчаного берега» описывает, как воин выпрямляет свой погнувшийся в битве меч, прижав его ногой к земле — так же, как это делали кельты, если верить Полибию: «когда бы он ни ударял по щиту, его украшенный меч гнулся и он вынужден был разгибать его, прижав ногой к земле». Пирс и Оакшот в своей работе «Мечи эпохи викингов» замечают, что погнутый в бою меч — это лучше, чем меч сломавшийся. Они пишут: «если меч воина погнётся в бою, то у воина больше шансов выжить, чем было бы, если бы меч сломался… Поэтому викинги выбирали меньшее из двух зол».